# Un lieu incertain (téléfilm)
Pour le livre dont est tiré ce téléfilm, voir Un lieu incertain.

Un lieu incertain est un téléfilm français réalisé par Josée Dayan, diffusé le 12 novembre 2010 sur France 2, adapté du roman de l'écrivain français Fred Vargas. Il est rediffusé le 7 août 2013 sur France 2.

## Synopsis
À Londres, au cimetière de Highgate, Danglard et Camille font une macabre découverte : 19 paires de chaussures chaussant des pieds coupés. Dans un pavillon de la banlieue parisienne, Adamsberg et Retancourt se trouvent quant à eux face au massacre le plus bestial de leur carrière pourtant bien remplie : un corps littéralement réduit en bouillie. Il s'avère rapidement que le tueur poursuit une vengeance vieille de trois siècles et qu'il n'est autre que le fils naturel d'Adamsberg. L'enquête se poursuit dans un village du fin fond de la Serbie, sur les traces d'un vampire : une piste surprenante mais, contre toute attente, plutôt pertinente...

## Fiche technique
- Réalisateur : Josée Dayan
- Scénario : Emmanuel Carrère, d'après le roman éponyme de Fred Vargas
- Musique : Reno Isaac
- Date de diffusion : 12 novembre 2010 sur France 2
- Durée : 94 minutes

## Distribution
- Jean-Hugues Anglade : Jean-Baptiste Adamsberg
- Hélène Fillières : Camille Forestier
- Charlotte Rampling : Mathilde
- Pascal Greggory : Josselin
- Jacques Spiesser : Adrien Danglard
- Corinne Masiero : Retancourt
- David Atrakchi : Vlad
- Karim Belkhadra : Noël
- Carlo Brandt : Émile Feuillant
- Olivier Claverie : Dr Lavoisier
- Roland Copé : le médecin légiste
- Hélène Coulon : la villageoise serbe
- Christophe Craig : Radstock
- Aymeric Demarigny : Estalère
- Sylvie Granotier : Emma Carnot
- Ivry Gitlis : Aranjdel
- Anthony Henry : Tom
- Julien Honoré : Armel Louvois
- Nino Kirtadzé : Danica
- Christopher King : Clyde Fox
- Johan Leysen : Lucio
- Christophe Lorcat : le steward
- Wolfgang Pissors : Thalberg
- Alan Rossett : le jardinier anglais
- Vincent Tarot, Grégoire Souverain, Tristan de Saint Vincent, Thomas Souverain et Geoffroy de Saint Vincent : les cinq garçons de Danglard
- Ziveli Orkestar: la fanfare serbe